# Četrti koncil v Konstantinoplu (pravoslavni)
Četrti koncil v Konstantinoplu je vesoljni cerkveni zbor, ki je potekal v Konstantinoplu, glavnem mestu Bizantinskega cesarstva, od 879 do 880. Pravoslavne Cerkve ga štejejo za osmi ekumenski koncil; katoliška Cerkev ga ne priznava, marveč ga imenuje "Psuedosynodus Photiana" (Fotijeva lažna sinoda)
. Na njem je sodelovalo 383 škofov.

## Zgodovina

### Četrti koncil v Konstantinoplu 869-870 ("katoliški")
V Konstantinoplu so zarotniki 867 umorili ikonoklastičnega cesarja Mihaela Pijanca ter posadili na cesarski prestol mladoletnega Bazilija Makedonca. Ta je odvzel prigrabljeno čast patriarhu Fotiju, ga zaprl v samostan in vrnil na patriarški sedež patriarha Ignacija. Naslednje leto je poslal poslanstvo v Rim, da bi o tem obvestili papeža. Hadrijan II. je 869 sklical sinodo pri svetem Petru v Rimu. Tu so obsodili sklepe carigrajske sinode, ki jo je vodil 867 Fotij, njega samega pa ponovno izobčili.
Papež je takoj poslal tri odposlance s pismom, v katerem poziva cesarja, naj skliče vesoljni cerkveni zbor, na katerem naj sodelujejo le tisti škofje, ki bodo podpisali od papeža predloženi obrazec zedinjenja (libellus satisfactionis). 
Cesar Bazilij (867-886) je sklical koncil, ki je potrdil dovoljenost in primernost češčenja svetih podob, kakor tudi zamenjavo na carigrajskem patriarškem sedežu. 

### Četrti koncil v Konstantinoplu 879-880 ("pravoslavni")
Fotijev razkol (863-867) je pripeljal do koncilov 869 in 879 ter v posledicah povzročil prelom med vzhodnim in zahodnim krščanstvom. 
Katoliški četrti carigrajski koncil (869-870) je Vzhod najprej priznaval, po Ignacijevi smrti pa se je leta 877 na patriarški prestol vrnil Fotij, ki je zavrgel sklepe tega koncila in sklical nov koncil 879, katerega pa katoliška Cerkev danes ne priznava. Sklical ga je brez papeževega vplivanja, čeprav so bili na njem tudi papeževi odposlanci. O sami stvari pa so bili verjetno napačno obveščeni. Glavni razlog je bilo predvsem njihovo nepoznavanje grščine.
Danes se tudi ta imenuje Četrti carigrajski koncil, a ga priznavajo le pravoslavne Cerkve, katoliške pa ne. Ta koncil je potrdil za patriarha Fotija in pretrgal zopet vzpostavljeno cerkveno edinost. Poleg tega je zavrgel Filioque papeža Leona I.. To je le še poglobilo nasprotja in pripravljalo pot velikemu cerkvenemu razkolu 1054, ki traja skoraj nepretrgoma vse do danes.
Prvih sedem ekumenskih koncilov priznava tako vzhodno kot zahodno krščanstvo. Precej pravoslavnih (vzhodnih) Cerkva pa od dveh 4. carigrajskih koncilov priznava tistega iz leta 879, češ da je razveljavil prejšnjega, iz leta 869. Katoliška Cerkev danes priznava kot osmega ekumenskega koncil iz 869, ne priznava pa tistega iz 879. Ob času, ko so se stvari dogajale, ta delitev ni bila tako stroga in očitna. Do nepriznavanja enega ali drugega so se jasneje opredelili šele po velikem razkolu.

## Vsebina
Koncil se je ukvarjal z raznimi disciplinskimi določbami. Glavna tema je bila vrnitev odstavljenega carigrajskega patriarha Fotija na patriarški sedež. Ko je 877 umrl od četrtega carigrajskega koncila na isti sedež vrnjeni patriarh Ignacij, ga je s cesarjevo podporo takoj zasedel odstavljeni Fotij. To je povzročilo nadaljevanje Fotijevega razkola in pripravljalo pot velikemu razkolu.